# Zachée Prévost
Pour les articles homonymes, voir Prévost.
 (juin 2025).
Zachée Prévost, né le 21 juin 1797 et mort le 27 mars 1861, est un graveur français.
Élève de Charles-Clément Bervic, Prévost gravait principalement au burin et à l'aquatinte.